# Gilberto Pastana de Oliveira
Gilberto Pastana de Oliveira (Santarém, 29 de julho de 1956) é um prelado brasileiro da Igreja Católica, atual arcebispo de São Luís do Maranhão.
Dom Gilberto é o segundo bispo a nascer em Vila Boim; na mesma vila nasceu, em 1875, Dom Frederico Benício de Souza Costa, primeiro prelado de Santarém e segundo bispo do Amazonas.

## Estudos
É filho de Geraldo Braga de Oliveira e Rita Pastana de Oliveira e irmão de Geraldo Pastana, político de Santarém. Fez seus primeiros estudos em Santarém, na Escola Municipal Ezeriel Mônico de Matos, na Escola Paroquial São Francisco e na Escola Estadual Rodrigues dos Santos. Estudou no Serviço Nacional de Aprendizagem Comercial (SENAC), em Recife. Cursou o ensino médio no Colégio Dom Amando, em Santarém. Estudou filosofia e teologia em Belém, na Universidade Federal do Pará e no Instituto de Pastoral Regional (IPAR). É mestre em teologia pelo Teresianum, em Roma (1990-1992).

## Presbiterato
Foi ordenado padre em 27 de julho de 1985, em Santarém. Foi vigário paroquial da Paróquia de Santo Antônio de Pádua, em Mojuí dos Campos (1985-1990); reitor do Seminário São Pio X (1987-1990); Coordenador Diocesano de Pastoral (1993-1996 e 2002); Pároco de Nossa Senhora Aparecida (1993-1995); Vice-Reitor do Seminário Maior Inter-diocesano São Gaspar, em Belém do Pará (1996); Coordenador do Departamento de Filosofia e Teologia ao Instituto de Pastoral Regional (IPAR), em Belém (1996-1998); Vigário da Paróquia Nossa Senhora da Conceição, em Belém (1997-1998); Pároco de Nossa Senhora de Fátima, em Santarém (1999-2005); diretor da Rede Vida de Televisão (2000-2005) e vigário geral da Diocese de Santarém (2002-2004).

## Episcopado

### Bispo de Imperatriz
Dom Gilberto foi nomeado bispo de Imperatriz pelo Papa Bento XVI, no dia 3 de agosto de 2005.
Sua ordenação episcopal realizou-se no dia 28 de outubro de 2005, em Santarém, pelas mãos de Dom Lino Vombömmel, O.F.M., Dom Affonso Felippe Gregory e Dom Orani João Tempesta, O.Cist.

### Bispo de Crato
No dia 18 de maio de 2016, o Papa Francisco o nomeou bispo coadjutor da Diocese de Crato. Sua apresentação aconteceu na Sé Catedral Nossa Senhora da Penha, em Crato, no dia 17 de julho de 2016. Dom Gilberto exerceu o ofício de bispo coadjutor até sua nomeação como bispo diocesano, em 28 de dezembro de 2016.
No dia 28 de dezembro de 2016, o Papa Francisco aceitou o pedido de renúncia do governo diocesano apresentado por Dom Fernando Panico e, no mesmo ato, nomeou Dom Gilberto como bispo diocesano da Diocese de Crato.

### Arcebispo de São Luís do Maranhão
Em 2 de junho de 2021, o Papa Francisco o promoveu a arcebispo metropolitano de São Luís do Maranhão. Tomou posse no dia 18 de julho de 2021.